# Acritarco
Los acritarcos, cuyo nombre significa de incierto origen, son pequeñas estructuras orgánicas encontradas como fósiles. Son un grupo artificial, pues cualquier pequeña estructura orgánica (ni carbonatada ni silícea) no soluble en ácido, que no pueda ser clasificada de otra manera es un acritarco. La mayoría de los acritarcos son probablemente restos de organismos unicelulares, especialmente de colonias bacterianas, algas planctónicas, protozoos y hongos. Se encuentran en rocas sedimentarias desde el Arcaico hasta el Cretácico. Se conocen acritarcos con una antigüedad de hasta 3200 millones de años, pero los primeros que se consideran probables fósiles de eucariotas datan de hace 1950-2150 millones de años.
Se aíslan típicamente de rocas sedimentarias siliciclásticas usando ácido fluorhídrico, pero de vez en cuando se extraen de rocas ricas en carbonato. Se usan para fechar formaciones de rocas de la era Paleozoica. Puesto que la mayoría de los acritarcos son supuestamente marinos, son también útiles para interpretación paleoambiental.

## Clasificación
Los acritarcos incluyen restos de una amplia variedad de clases de organismos. Mientras que las bacterias y arqueas suelen producir fósiles simples de un tamaño muy pequeño, los fósiles unicelulares eucariotas son más complejos, con proyecciones externas y ornamentación, tales como espinas y pelos que sólo los eucariotas pueden producir. La mayoría de acritarcos que tienen salientes exteriores (por ejemplo, pelos, espinas dorsales, membranas celulares gruesas, etc.), son predominantemente eucariotas, aunque también existen acritarcos eucariotas simples.
Los acritarcos eucariotas comprenden desde cáscaras de los huevos de pequeños metazoos a los quistes de diversas clases de clorofitas (algas verdes). Es probable que algunas formas de acritarcos representen quistes de algas ancestrales del grupo de los dinoflagelados. La naturaleza de algunos acritarcos se puede identificar por su estructura. Algunos se pueden identificar tentativamente por la presencia de los productos químicos específicos asociados a los fósiles. La naturaleza de los organismos asociados a los acritarcos más antiguos es dudosa, aunque muchos probablemente estén relacionados con algas marinas unicelulares. En teoría, cuando se conoce el taxón biológico de un acritarco, el microfósil particular deja de ser considerado un acritarco y clasificado en el grupo apropiado.
De acuerdo con su forma se clasifican en las siguientes categorías, siendo las primeras las más frecuentes:
- Acantomorfo (esfera con espinas, acantha=espina).
- Poligonomorfo (polígono tetragonal, cúbico, etc).
- Netromorfo (fusiforme con una o más espinas, netron=huso).
- Diacromorfo (esferoide con ornamento en los dos polos, di=dos, acron=cima).
- Prismatomorfo (prisma con crestas en los ejes).
- Oomorfo (ovoide con ornamento en uno de los polos, oon=huevo).
- Hercomorfo (esfera con polígonos marcados, como un balón de fútbol, hercos=cercado).
- Pteromorfo (zona central esférica comprimida y a menudo rodeada por un disco, semejante a un huevo frito, pteros=ala).
- Esferomorfo (esfera simple).

## Diversidad
Se conocen acritarcos desde el eón Arcaico, con una antigüedad de hasta 3200 millones de años. Hace cerca de 1000 millones de años, los organismos responsables de la acritarcos comenzaron a aumentar en abundancia, diversidad, tamaño, complejidad morfológica y en especial en tamaño y número de espinas. Sus poblaciones declinaron durante los períodos de extensas glaciaciones que cubrían la mayoría del planeta, mientras que proliferaron durante la explosión cámbrica y alcanzaron su mayor diversidad en el Paleozoico. El aumento de espinas hace mil millones de años, posiblemente fue la respuesta a la necesidad de defensa contra los depredadores, especialmente los depredadores suficientemente grandes como para despedazarlos o fagocitarlos. Otros grupos de pequeños organismos del Neoproterozoico también muestran signos de defensas frente a los depredadores.
Otra prueba de que los acritarcos estaban sujetos en esta época a la depredación proviene de la consideración de la longevidad de los taxones. La abundancia de organismos planctónicos que evolucionaron en el intervalo comprendido entre hace 1700 y 1400 millones de años estaba limitada por la disponibilidad de nutrientes, una situación que limita el origen de nuevas especies debido a que los organismos existentes están muy especializados en sus nichos ecológicos y no existen otros nichos disponibles para su ocupación. Hace aproximadamente 1000 millones de años, la longevidad de las especies cayó bruscamente, lo que sugiere que la presión de la depredación, probablemente por protistas, se convirtió en un factor importante. La depredación habría mantenido a las poblaciones bajo control, lo que significa una reserva de nutrientes sin uso y la posibilidad de surgimiento de nuevas especies.
Así, la diversidad declinó durante el evento glacial Sturtian-Varanger de hace alrededor de 800 millones de años. La diversidad aumentó otra vez durante el Período Ediacárico. La diversidad declinó repentinamente al final del Precámbrico. Los acritarcos muestran su diversidad más grande durante el Cámbrico, Ordovícico, Silúrico y Devónico. 